# Kirchenkirnberg

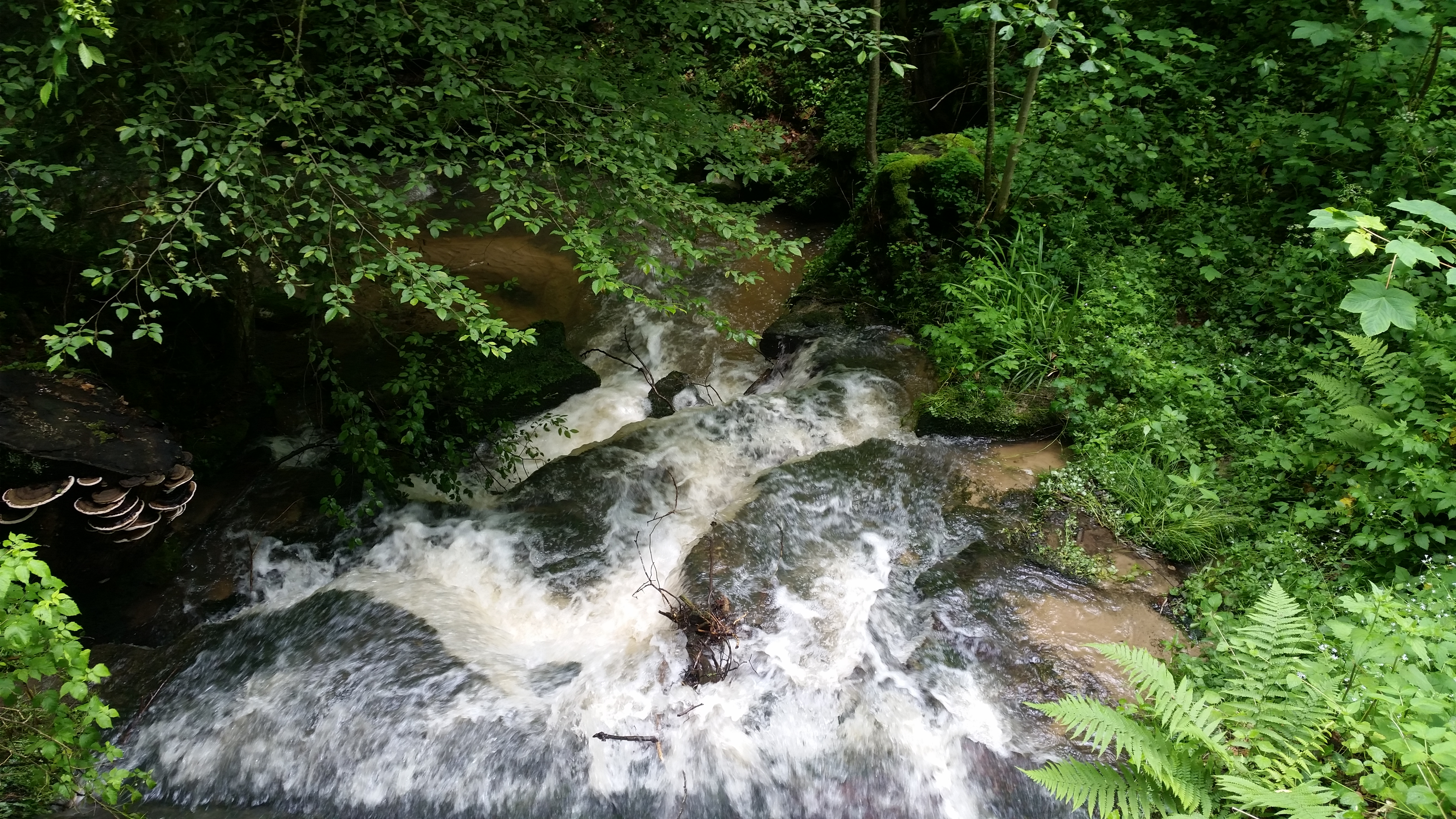
Glattenzainbach, 2016

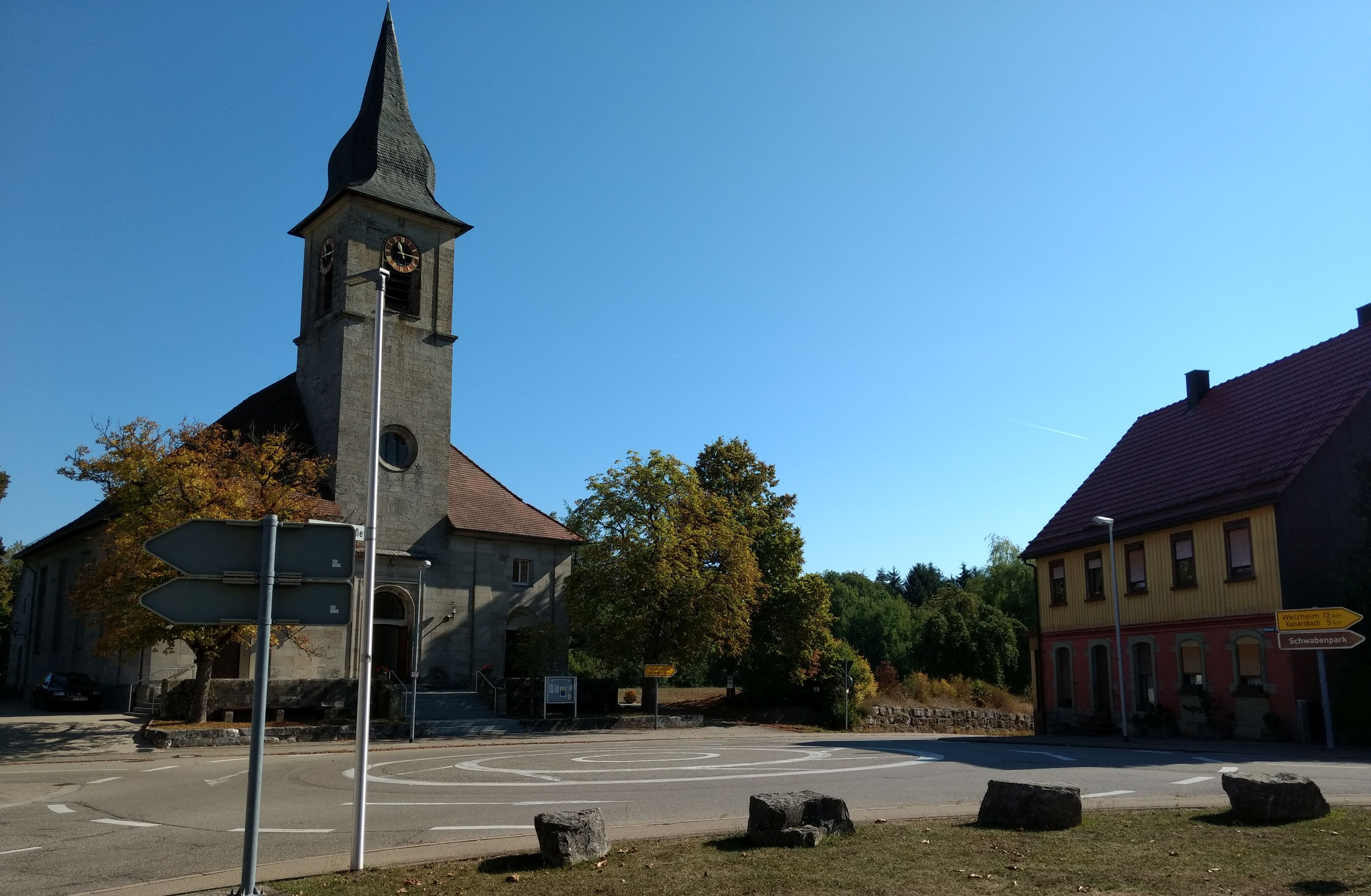
Pfarrkirche in Kirchenkirnberg

Kirchenkirnberg ist ein Stadtteil der Stadt Murrhardt im Rems-Murr-Kreis, benannt nach dem größten Siedlungsplatz darin, dem Pfarrdorf Kirchenkirnberg. Der Ort liegt im Naturpark Schwäbisch-Fränkischer Wald.

## Geographie
Vom Dorf Kirchenkirnberg sind es in Luftlinie etwa 8 km bis zur Stadtmitte von Murrhardt im Westnordwesten, etwa ebenso weit bis zur Stadtmitte von Gaildorf im Nordosten im Landkreis Schwäbisch Hall sowie etwa 4,5 km bis zur Dorfmitte der Gemeinde Gschwend im Ostsüdosten im Ostalbkreis; die Entfernungen auf der Straße sind teils deutlich länger.
Das Dorf liegt auf etwa 460 m ü. NHN im Teilraum Kirnberger Wald des Naturraums Schwäbisch-Fränkische Waldberge, der eine erste Höhenstufe im Anstieg aus den Tälern von Fichtenberger Rot und Kocher zum höheren Welzheimer Wald bildet und vom Glattenzainbach nordöstlich zur Rot hin entwässert wird. Es hat 560 Einwohner (Stand 30. Juni 2015), während die anderen Orte in der Stadtteilgemarkung – die Weiler Gänshof, Gärtnershof, Göckelhof, Mettelbach, Oberneustetten, Spielhof, Täle, Tiefenmad, Unterneustetten, die Höfe Mutzenhof und Schloßmühle sowie die Wohnplätze Leukers, Marxenhof, Reute, Vögelesreute und Wiesenhof – alle sehr viel kleiner sind. Diese liegen überwiegend weiter westlich, teils im Unterraum Murrtal, teils sogar noch weiter westlich im zertalten Unterraum Murrhardter Wald; der Abfluss aus diesen Gemarkungsanteilen erreicht die obere Murr an ihrem Oberlaufknick. Das Stadtteilgebiet ist überwiegend bewaldet, ausgenommen die Höhenrodungsinsel um Kirchenkirnberg und den Spielhof sowie die breiteren Talgründe des auf den Murrknick zulaufenden Gewässerfächers. Mit etwa 316 m ü. NHN am tiefsten ist es am Zufluss des dort auch Göckelbach genannten Otterbachs zur Murr nahe dem Göckelhof.

### Wüstungen
Auf dem Gebiet Kirchenkirnbergs liegen die abgegangenen Orte Bullmertshütte, Spielwald, Mettelchristbach und, nicht mit Sicherheit belegt, der Mettelbachhof. 

## Geschichte
Kirchenkirnberg entstand in der jüngeren Ausbauzeit und wurde am 2. Mai 1182 als Curinberch erstmals erwähnt, als der Ort im Besitz des Klosters Murrhardt an das Kloster Adelberg kam. Mit der Reformation wurde Kirchenkirnberg württembergisch. Kirchenkirnberg zählte zum Klosteramt Adelberg und kam mit dessen Auflösung 1807 zum Oberamt Welzheim und mit dessen Auflösung 1938 zum Landkreis Backnang.
Vor der Reformation war Kirchenkirnberg ein Wallfahrtsort. Ein Jahrmarkt wurde an Ostermontag abgehalten. Unter Herzog Christoph verlor Kirchenkirnberg am 13. Februar 1555 das Marktrecht zu Gunsten der Stadt Murrhardt. Die Bitte des Dorfes von 1570 um ein neues Marktrecht wurde abgewiesen.
Vom Spätmittelalter bis ins 16. Jahrhundert lebten viele Menschen in und um Kirchenkirnberg von der Glasmacherei. Glashütten bestanden in Bullmertshütte und in Mettelchristbach. Mit dem Ende der Glasproduktion wurden die Orte aufgegeben. Im 16. und 17. Jahrhundert wurde auch in geringer Menge Steinkohle abgebaut. Als Bauern den Stollen, der bis dahin als „Geistloch“ als Höhle bekannt war, um 1790 wiederentdeckten, wurden erneut Versuche zum Steinkohleabbau unternommen. Diese scheiterten jedoch, daran, dass der Stollen nicht richtig entwässert werden konnte. Erneute Versuche im Jahr 1821 wurden ebenfalls bald aufgegeben.
Kirchenkirnberg wurde 1809 Sitz einer eigenen Gemeindeverwaltung. Die Gemeinde Kirchenkirnberg wurde am 1. Juli 1971 nach Murrhardt eingemeindet. Zur Gemeinde gehörten das Dorf Kirchenkirnberg, die Weiler Gänshof, Gärtnershof, Göckelhof, Mettelbach (bisweilen wird zwischen Ober- und Untermettelbach unterschieden), Oberneustetten, Spielhof, Täle, Tiefenmad, Unterneustetten, die Höfe Mutzenhof und Schloßmühle und die Wohnplätze Leukers, Marxenhof, Reute, Vögelesreute und Wiesenhof. Außerdem der Weiler Bruch und die Wohnplätze Weidenhof und Weidenbach, die heute zur Gemeinde Kaisersbach gehören. Die Gemeinde hatte eine Fläche von 12,32 km².

### Zweiter Weltkrieg
Am 18. April 1945 beobachteten US-Truppen eine Fahrzeugkolonne der deutschen Wehrmacht, die sich um die Mittagszeit auf der Straße von Fornsbach Richtung Gschwend bewegte. Daraufhin bombardierten Flugzeuge der US Army Air Forces (USAAF) Fornsbach, wobei das Dorf weitgehend zerstört wurde: 55 Wohnhäuser wurden ein Raub der Flammen. Einige Stunden später bombardierten die USAAF auch Kirchenkirnberg, wo etwa 20 Wohnhäuser und die Pfarrkirche zerstört wurden. Es starben 6 Zivilisten und ein Soldat der Wehrmacht. Etwa 40 Pferde und Rinder wurden getötet.

## Wappen
Die Blasonierung des ehemaligen Gemeindewappens lautet: „Unter schwarzem Schildhaupt, darin drei goldene Tannenzapfen nebeneinander, in Gold ein schwarzes Mühlrad.“

## Ortsneckname
In früheren Zeiten wurden die Kirchenkirnberger von den Bewohnern der umliegenden Orte scherzhaft Guckescheißer genannt. Die Ursprünge dieses herabwürdigenden Namens sind unbekannt.

## Persönlichkeiten

### Söhne und Töchter der Altgemeinde
- Ernst Eisenmann (1928–2016), Gewerkschafter